# Brazda lui Novac (cartier)
Brazda lui Novac este al treilea cartier ca populație din Craiova, cu o populație de aproximativ 30.000-40.000 locuitori. Este primul cartier în care s-au construit în Craiova blocuri de locuințe începând cu 1963.

Cartierul este structurat mixt, având în componența sa atât blocuri, cât și case. Acesta este străbătut de traseele de autobuz 3b, 13, 20, 23b, 25, care fac legătura cu celelalte puncte și zone de interes din municipiu.

## Toponimie
Numele cartierului vine de la denumirea unei fortificații militare, limesul construit de Constantin cel Mare.

## Repere notabile
Instituții de învățământ:
- Colegiul Tehnic Energetic
- Colegiul Național „Ștefan Velovan”
- Colegiul Național „Nicolae Titulescu”
- Școala Ecologică „Sfântul Ștefan”
- Liceul Tehnologic Transporturi Căi Ferate
- Colegiul Tehnic de Arte și Meserii "Constantin Brâncuși"
- Școala Gimnazială nr. 24 „Sfântul Gheorghe"
- Școala Gimnazială „Terraveda”
- Grădinița cu program prelungit nr. 32 „Voiniceii”
- Grădinița cu program prelungit nr. 43 „Căsuța cu Povești”
- Grădinița cu program prelungit nr. 53 „Curcubeul Copilăriei”

Parcuri:
- Parcul „Pedagogic”

Magazine și piețe:
- Piața Brazda lui Novac
- Penny Market
- Profi (standard, City, Super)
- BIG Family Market (Exflor)

 Acest articol despre o localitate din județul Dolj este deocamdată un ciot. Puteți ajuta Wikipedia prin completarea lui.